# Crioturbació

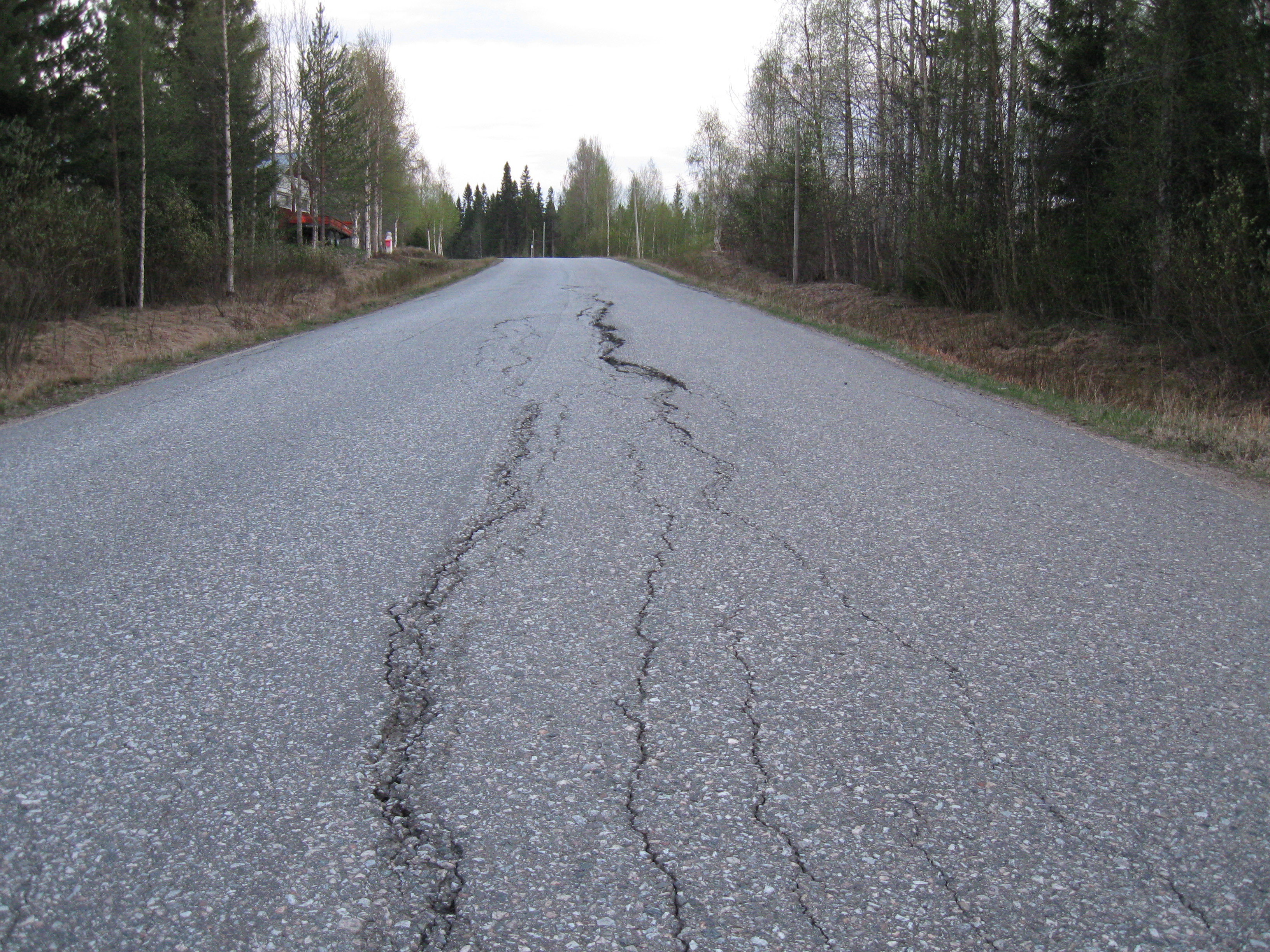
Asfalt danyat per la crioturbació de l'aigua subterrània

La crioturbació o crioperturbació (del grec: cryo gel) en el sòls amb permagel (anomenats gelisols) és la mescla de materials des de diversos horitzons del sòl avall cap a la roca mare per l'acció del gel i desgel.
La crioturbació ocorre en diversos graus en la majoria dels gelisols. La causa de la crioturbació es troba en la manera en què el repetit gel i desgel de la tardor causa la formació de falques de gel en les parts més erosionables de la roca mare. Si la roca mare és dura això causa una erosió profunda. Durant l'estiu la capa activa del sòl, és a dir la fondària en què es desgela la part superior del permagel, mou aquest material del sòl erosionat cap avall.
A mesura que, amb els anys, aquest procés continua es forma una estructura granular amb molts formes cristallines (com llenties) i la separació del material gruixut del material fi forma diferents tipus de sòl.
L'extensió de la crioturbació en els gelisols varia considerablement: és més extensa en llocs exposats que no pas en les zones protegides com són les valls.